# Вальтер Антон Антонович
Антон Антонович Вальтер (13 листопада 1933—2 січня 2021) — український геолог і мінералог, доктор геолого-мінералогічних наук (1980).

## Життєпис
Народився у місті Харків, в родині вченого-фізика, академіка Антона Вальтера. Школу закінчив зі срібною медаллю.
У 1956 році закінчив Харківський університет, працював у геолого-розвідувальній експедиції Приморського геологічного управління (Далекий Схід, РФ). У 1959—1965 роках працював Інституті мінеральних ресурсів АН УРСР (див. Український державний інститут мінеральних ресурсів Міністерства геології УРСР) у Сімферополі. З 1965 по 1970 роки — доцент кафедри мінералогії та петрографії геолого-географічного факультету Харківського університету. У 1970—1971 роках — старший науковий співробітник Харківського фізико-технічного інституту АН УРСР.
У 1971 році переїхав до Києва. До 1982 року — завідувач лабораторією фізичних методів дослідження в Інституті геологічних наук АН УРСР. У 1982—1994 роках — завідувач відділу мінералогії рудних родовищ в Інституті геохімії і фізики мінералів АН УРСР. У 1994—1998 роках — головний науковий співробітник Інституту геохімії навколишнього середовища НАН України. Одночасно, у 1994—1996 роках, — науковий радник Державних комітетів України. Від 1998 року — завідувач відділу фізичних методів дослідження руд Інституту прикладної фізики НАН України.
Досліджував питання прикладної, структурної та загальної мінералогії, геохімії, фізико-хімічної петрології, планетології, фізики мінералів, мінералогії рідкіснометалевих, золоторудних і нерудних родовищ України. Встановив новий тип геологічних структур в Україні — викопні метеоритні кратери і їх алмазоносність, новий тип корисних копалин — моноізотопну сировину.
Автор більш 300 наукових публікацій.

## Нагороди
- Медаль ВДНГ СРСР (1979).
- Диплом ВДНГ України (1981).
- Грамота Президії ВР УРСР (1982).
- Медаль В. І. Лучицького (2003).
- Грамота Верховної Ради України (2008).
- Почесна грамота Кабінету Міністрів України (2008).
- Медаль імені академіка Є. К. Лазаренка (2011).
- Нагрудний знак «За професійні здобутки» (2013).

## Праці
- Вальтер А. А., Ерёменко Г. К. Магнитометрическое исследование состояния церия в бритолите. // Записки Всесоюзного минералогического общества. 1964. ч. 93, вып. 1. с. 64—68. (рос.)
- Вальтер А. А. О соотношении между микротвёрдостью и поверхностной энергией минералов. // Вестник Харьковского университета, сер. геолого-географ., 1967. С. 62—65. (рос.)
- Вальтер А. А., Рябенко В. А. Взрывные метеоритные кратеры Украинского щита. — Киев: Наукова думка, 1977. — 154 с. (рос.)
- Вальтер А. А., Ерёменко Г. К., Квасница В. Н., Полканов Ю. А. Ударно-метаморфогенные минералы углерода. — Киев: Наукова думка, 1992. — 171 с. (рос.)
- Вальтер А. А., Добрянский Ю. П. Режимы остывания пластовых тагамитов и их влияние на сохранность импактных алмазов // Минералогический журнал. — 2001. — 23, № 4. — С. 56—66. (рос.)
- Valter A.A., Storizhko V.E., Dikiy N.P., Dovbnya A.N., Lyashko Yu.V. and Berlizov A.N.. Nuclear-Analytical and Mineralogical Principles and Techniques for Prediction and Investigation of the Native-Pure Rare Isotope Occurrence//Problems of Atomic Science and Technology, 2005, N 6. Series: Nuclear Physics Investigations (45), p. 142—145.
- Вальтер А. А., Писанский А. И., Подберезская Н. В. Кристаллохимический фактор прочности удержания радиогенного 187Os в структуре рениеносных молибденитов // Доповіді НАН України. 2007. № 12. с. 107—110. (рос.)
- Valter A.A., Dikiy N.P., Dovbnya A.N., Lyashko Yu.V., Pisansky A.I., Storizhko V.E. The effect of mineral content on the degree of deviation from radioactive equilibrium in the ancient uranium ores of the Ukraine. //Problems of atomic science and technology, 2007, № 5. Series: Nuclear Physics Investigation (48), p. 69—75.
- Вальтер А. А., Дикий Н. П., Довбня А. Н., Ляшко Ю. В., Писанський А. І., Сторіжко В. Ю. Мінералогія урану та радіоактивна нерівноважність руд родовищ альбітитової формації українського щита // Записки Українського мінералогічного товариства. 2008. Т. 5. с. 64—73.
- Вальтер А. А., Писанський А. И. О природе кальций-содержащего уранинита// Доповіді НАН України 2008, № 9. с. 106—109.